# Istituto per lo sviluppo della formazione professionale dei lavoratori
L'Istituto per lo sviluppo della formazione professionale dei lavoratori (in acronimo ISFOL) è stato un ente di ricerca pubblico italiano, vigilato dal Ministero del lavoro e delle politiche sociali con sede in Roma.
È stato il centro studi del Governo italiano in materia di formazione professionale e mercato del lavoro e le sue attività comprendono il monitoraggio, gli studi e le analisi del mercato del lavoro, con particolare riferimento ad aspetti quali il precariato e la discriminazione in tema di disabilità e di genere.
Dal 1 dicembre 2016 l'ISFOL viene trasformato in INAPP, l'Istituto Nazionale per l'Analisi delle Politiche Pubbliche.

## Storia
Fu costituito nel 1973 con il compito di supportare lo Stato e gli Enti territoriali negli studi e nelle analisi degli interventi in materia di politiche del lavoro; nel 1999 ha accentuato la sua autonomia.
Nel 2012 Elsa Fornero (ministro del lavoro nel Governo Monti) ha proposto la creazione di un'unica agenzia del Governo competente in materia del lavoro che fornisca supporto al Ministero del lavoro.
A giugno 2015 la riforma del mercato del lavoro in Italia (Jobs Act) ha disposto che l'ISFOL confluisca, con Italia Lavoro, in un nuovo ente denominato Agenzia Nazionale delle Politiche Attive del Lavoro (ANPAL).
Dal 1 dicembre 2016 l'ISFOL viene trasformato in INAPP, l'Istituto Nazionale per l'Analisi delle Politiche Pubbliche. Nell’ambito del riordino del sistema delle politiche del lavoro, il decreto legislativo n. 150 del 2015 (nella sfera del Jobs Act) ha infatti assegnato all’allora ISFOL una nuova missione, più ampia di quella precedente, essenzialmente riassumibile nei compiti di analisi, monitoraggio e valutazione delle politiche pubbliche che hanno un impatto sul mercato del lavoro. A seguito dell’assegnazione di tale nuovo compito, è stata avviata una riorganizzazione dell’Istituto e la conseguente revisione statutaria dell’Istituto.

## Attività e progetti
Come centro studi ed ente di ricerca del Governo italiano, l'ISFOL produce analisi e rapporti periodici sul mercato del lavoro, alcuni dei quali sono previsti da specifiche norme:
- monitoraggio sulla formazione continua
- monitoraggio su istruzione, dispersione scolastica[9] e formazione professionale[10]
- rapporto sullo stato di attuazione dell'attività di formazione professionale in Italia
- analisi sull'applicazione della normativa in tema di disabilità
- monitoraggio del mercato del lavoro

Monitora inoltre le politiche e gli interventi:
- monitoraggio e valutazione delle politiche e degli interventi in chiave di genere
- rapporto sull'orientamento al lavoro[11]
- analisi dei piani sociali di zona
- attività formative finanziate dai Fondi Paritetici Interprofessionali
- contratti flessibili previsti dalla legge n.92 del 2012

L'ISFOL fa parte del sistema statistico nazionale e questa connotazione, secondo la normativa nazionale e comunitaria vigente, impegna i soggetti intervistati nelle rilevazioni a fornire dichiarazioni esaustive, tempestive e veritiere. Questa connotazione è necessaria per la materia trattata, al fine di evitare erronee rilevazioni nel tentativo di eludere le stringenti normative sul lavoro.
L'ISFOL è inoltre una delle agenzie italiane per il progetto Erasmus+ per il periodo 2014-2020, programma europeo per l'educazione, la formazione, la gioventù e lo sport.

## Presidenti e Commissari straordinari
Segue la cronologia dei Presidenti dell'ISFOL:
...
- Livio Labor, presidente 1982 - 1994
- Michele Colasanto, presidente 1996 - 2001
- Carlo Dell'Aringa, commissario straordinario 2001 - 2004
- Sergio Trevisanato 
  - commissario straordinario, maggio-luglio 2004
  - presidente, luglio 2004 - luglio 2011
  - commissario straordinario, luglio-dicembre 2011
- Matilde Mancini, commissario straordinario 2012
- Piero Antonio Varesi, presidente dal 2013
- Stefano Sacchi, commissario straordinario dal 2016
- Stefano Sacchi, presidente INAPP dal 1 dicembre 2016

## Controversie
Nel 2000, 2012 e 2014 i lavoratori dell'ISFOL denunciano paradossali situazioni di lavoro precario nell'Ente, proprio l'oggetto delle analisi dell'Istituto sulle distorsioni del mercato del lavoro.